# Ғ̊
Cette page contient des caractères spéciaux ou non latins. S’ils s’affichent mal (▯, ?, etc.), consultez la page d’aide Unicode.
Ғ̊ (minuscule : ғ̊), appelé gué barré rond suscrit, est une lettre additionnelle de l’alphabet cyrillique utilisée en yazgoulami. Elle est composée du gué barré ‹ Ғ › diacrité d’un rond en chef.

## Représentation informatique
Le gué barré rond suscrit peut être représenté avec les caractères Unicode suivants :
- décomposé (cyrillique, diacritiques) :

| formes    | représentations | chaînes de caractères | points de code | descriptions                                                   |
| --------- | --------------- | --------------------- | -------------- | -------------------------------------------------------------- |
| capitale  | Ғ̊               | Ғ◌̊                    | U+0492 U+030A  | lettre majuscule cyrillique gué barré diacritique rond en chef |
| minuscule | ғ̊               | ғ◌̊                    | U+0493 U+030A  | lettre minuscule cyrillique gué barré diacritique rond en chef |

## Sources
- (en) « Yazghulami Dictionary », sur Webonary